# Conospermum quadripetalum
Conospermum quadripetalum (лат.) — кустарник, вид рода Коноспермум (Conospermum) семейства Протейные (Proteaceae), эндемик Западной Австралии. Цветёт с сентября по ноябрь бело-голубыми цветками.

## Ботаническое описание
Conospermum quadripetalum — раскидистый рыхлый кустарник высотой до 30 см. Листья прикорневые и стеблевые, округлые в сечении, 13-35 см длиной, 0,75-1 мм шириной; вершина острая, крючковатая. Соцветие — маловетвистая безлистная метёлка; каждая ветвь оканчивается 2 (реже до 6) цветками; цветоножка 4-16 см длиной гладкая; прицветники длиной 2,5-3 мм, шириной 2,5-3 мм, зеленовато-синие с белыми опушками у основания и по бокам; средняя жилка приподнята; края короткие. Околоцветник голубой с бело-красной опушкой; трубка длиной 3-4 мм. Цветёт с сентября по ноябрь. Плод этого вида не описан.

## Таксономия
Впервые этот вид был описан в 1995 году Элеонорой Марион Беннетт во Flora of Australia по образцу, собранному ей в 1985 году у реки Скотт.

## Распространение и местообитание
Conospermum quadripetalum — редкий вид, эндемик Западной Австралии. Встречается на равнинах за прибрежными холмами вдоль южного побережья в округах Юго-Западный и Большой Южный в Западной Австралии, где растёт на песчано-глинистых почвах.